# MMCinemas
MMCinemas fue una empresa de salas de cine con base en Monterrey, Nuevo León México, que se ha convertido nacionalmente en una cadena de salas de cine. Fue originalmente formada por Grupo Multimedios (el más grande conglomerado de medios al Norte de México), pero en el 2008 fue vendido a Southern Cross Group y Morgan Stanley.
La compañía comenzó operaciones en 1981 con una sala de cine en Monterrey, bajo el nombre de Cine Lincoln. Para 1994 había alcanzado 14 complejos y 47 pantallas, el precio era controlado por el Gobierno de Nuevo León. Para el 2003 había 65 complejos y 560 pantallas, el precio no era completamente controlado por el gobierno.
En 2006 la cadena de cines celebró su 25 aniversario cambiando de imagen y logotipo, en el mismo año Grupo Multimedios la vendió a Latin America Movie Theatres (LAMT).
En 2007, la revista Information Week México reconoció a MMCinemas en el puesto 35 de las 50 empresas mexicanas más innovadoras del año.
En febrero de 2008 Grupo México adquirió el 80% de los derechos de MMCinemas y luego pasó a comprar las cadenas Cinemex.
A partir del año 2011 los complejos de MMCinemas en varios estados y ciudades comenzaron a cerrar y ser remplazados por Cinemex con su nueva imagen, y en 2012 todos los MMCinemas de todo el país ahora eran únicamente Cinemex, por lo que se considera al 2012 como el cierre de operaciones de MMCinemas.